# Кашина Портико Нуово (Бергамо)
Кашина Портико Нуово је насеље у Италији у округу Бергамо, региону Ломбардија.
Према процени из 2011. у насељу је живело 23 становника. Насеље се налази на надморској висини од 171 m.